# Jagüey del Gonzudi
Jagüey del Gonzudi är en ort i Mexiko.   Den ligger i kommunen Francisco I. Madero och delstaten Hidalgo, i den sydöstra delen av landet, 90 km norr om huvudstaden Mexico City. Jagüey del Gonzudi ligger 1 977 meter över havet och antalet invånare är 253.
Terrängen runt Jagüey del Gonzudi är kuperad åt sydväst, men åt nordost är den platt. Runt Jagüey del Gonzudi är det ganska tätbefolkat, med 78 invånare per kvadratkilometer. Närmaste större samhälle är San Salvador, 5,9 km nordost om Jagüey del Gonzudi. Omgivningarna runt Jagüey del Gonzudi är i huvudsak ett öppet busklandskap.